# Gigavoxx
Gigavoxx é um estúdio de dublagem brasileiro fundado pelo dublador Paulo Vignolo. A sede se localiza no bairro do Méier, zona norte da cidade do Rio de Janeiro.

## História
Criado em 2005 pelo dublador Paulo Vignolo na cidade brasileira de Rio de Janeiro, foi empresa prestadora de serviços na área de direção de dublagem. Em 2009, estendeu suas atividades para curso de dublagem, período em que capacitou vários profissionais para atuarem na área.
Em janeiro de 2014, a Gigavoxx adquiriu o ponto do extinto estúdio de dublagem Voice Brazil, no bairro da Usina.
Em abril de 2014, começou estendendo suas atividades para a área de captação de áudio para dublagem, mixagem, criação de trilhas de foley, captação de áudio para games, audiobooks e audiodescrição, passando a atuar definitivamente como estúdio de dublagem.